# 나창주
나창주(羅昌柱, 1934년 5월 12일~)는 대한민국의 정치인이다. 제13대 국회의원을 지냈다. 본관은 금성.

## 약력
- 건국대학교 정외과 졸업
- 고려대학교 대학원 정외과 졸업 (정치학 박사)
- 국토통일원 공산권 연구관
- 제1무임소 장관실 정책조정실장
- 건국대학교 정외과 교수, 부총장
- 외무부 외교정책자문위원
- 외무고등고시 위원
- 북방정책연구소 소장
- 1980년 : 국가보위입법회의 입법의원
- 1988년 ~ 1992년 : 제13대 국회의원 (민주정의당)

## 역대 선거 결과
|  | 34.0% |

|  | 32.48% |

|  | 12.35% |

|  | 18.37% |

|  | 9.92% |